# Andriej Snieżniewski
Andriej Władimirowicz Snieżniewski (ros. Андрей Владимирович Снежневский, ur. 24 kwietnia?/7 maja 1904 w Kostromie, zm. 12 lipca 1987 w Moskwie) – rosyjski lekarz psychiatra, jeden z przedstawicieli psychiatrii represyjnej w ZSRR.

## Życiorys
W 1925 ukończył studia na Wydziale Medycznym Uniwersytetu Kazańskiego, później pracował w szpitalu psychiatrycznym, w latach 1926–1927 odbywał służbę w Armii Czerwonej, a od 1927 do 1930 pracował jako psychiatra internatu w Kostromie. Podczas wojny z Niemcami dowodził batalionem sanitarnym na Froncie Północno-Zachodnim i 2 Froncie Nadbałtyckim, później był psychiatrą 1 Armii Uderzeniowej i kierownikiem frontowego szpitala psychiatrycznego. Po wojnie, w latach 1945–1950 był docentem katedry psychiatrii Centralnego Instytutu Doskonalenia Lekarzy, w 1951 został kierownikiem tej katedry, od 1961 do 1982 był dyrektorem Naukowo-Badawczego Instytutu Psychiatrii Akademii Nauk Medycznych ZSRR, a od 1982 dyrektorem Wszechzwiązkowego Naukowego Centrum Zdrowia Psychicznego Akademii Nauk Medycznych ZSRR. Napisał ponad 100 publikacji. Opowiadał się za rozszerzeniem kryteriów klinicznych schizofrenii, co pozwoliło na rozpoznawanie u dysydentów politycznych tej choroby i ich izolację w zakładach psychiatrycznych. Dokonał ekspertyz medycznych w wielu procesach politycznych, zawsze diagnozując chorobę podsądnego, przez co uczynił z psychiatrii narzędzie karne, legalnie stosowane przez władze komunistyczne. W 1962 roku diagnozował pełzającą schizofrenię u Władimira Bukowskiego. W latach 1970–1980 spotkał się ze zmasowaną krytyką światowego środowiska medycznego. Jego inne prace są jednak nadal cytowane, głównie przez psychiatrów rosyjskich.
W 1968 roku Snieżniewski wysunął koncepcję „dwóch poziomów” objawów w schizofrenii.
Pochowany na Cmentarzu Kuncewskim w Moskwie.